# Piotr Oczko
Piotr Oczko (ur. w 1973 w Krakowie) – anglista, polonista, niderlandysta, kulturoznawca, historyk sztuki i tłumacz. Profesor nauk humanistycznych zatrudniony na Uniwersytecie Jagiellońskim. Autor licznych studiów oraz monografii naukowych.

## Działalność naukowa
Absolwent Uniwersytetu Jagiellońskiego, gdzie ukończył filologię angielską w 1997 i filologię polską w 2000. Doktoryzował się w 2002 roku na podstawie rozprawy Czyż był ktoś kiedyś tak jak ja nieszczęsny? 'Lucyfer' Joosta van den Vondel na tle historyczno-porównawczym (promotorem był prof. Andrzej Stanisław Borowski), zaś w 2014 roku uzyskał habilitację na podstawie pracy Miotła i krzyż. Kultura sprzątania w dawnej Holandii, albo historia pewnej obsesji. W 2022 roku otrzymał tytuł naukowy profesora w dziedzinie nauk humanistycznych. 
Obecnie jest zatrudniony na Wydziale Polonistyki UJ. Wykładał także na Uniwersytecie Karola w Pradze (w 2006 roku). Prowadził badania na uniwersytetach w Canterbury, Londynie, Berlinie, Lejdzie, Utrechcie, Nijmegen, Amsterdamie i Antwerpii. Należy do międzynarodowego stowarzyszenia kuratorów i historyków sztuki holenderskiej i flamandzkiej CODART.
Zainteresowania badawcze Piotra Oczki obejmują literaturę i kulturę krajów niderlandzkojęzycznych, dawną literaturę polską, angielską i niemiecką, dramat średniowieczny, Nowy historyzm, kwestie zła w kulturze, tożsamości i stereotypy narodowe, dawną literaturę dla młodzieży (zwłaszcza twórczość L.M. Montgomery), szeroko rozumiane sprawy żydowskie, LGBTQ+ studies, a przede wszystkim historię sztuki (siedemnastowieczne holenderskie malarstwo rodzajowe, emblematykę, rzemiosło artystyczne XVII-XIX wieku, historię ceramiki europejskiej – przede wszystkim holenderskie flizy i „delfty").
Od 2018 roku publikuje na łamach miesięcznika „Znak” eseje na temat kultury dawnej Holandii.

## Rodzina
Jest synem dr hab. Barbary Oczkowej – slawistki, wieloletniej wykładowczyni w Instytucie Filologii Słowiańskiej UJ. 

### Studia i monografie
Piotr Oczko jest autorem ok. 100 artykułów naukowych oraz książek:
- Suknia i sztalugi. Historie dawnych malarek, Wydawnictwo Znak 2024.
- Pocztówka z Mokum. 21 opowieści o Holandii, Wydawnictwo Znak 2021, ISBN 978-83-240-4421-4

- Bezem en kruis. De Hollandse schoonmaakcultuur of de geschiedenis van een obsessie, Leiden 2020.
- Holandia. Książka do pisania, Kraków-Budapeszt-Syrakuzy 2019.
- Holenderskie flizy na dawnych ziemiach polskich i ościennych, t. I: Umywalnia na Zamku Wysokim w Malborku. Jej historia i wystrój (razem z Janem Pluisem), Malbork 2018.
- Holenderskie flizy na dawnych ziemiach polskich i ościennych, t. II: Mody i wnętrza, Malbork 2018.
- Gabinet Farfurowy w Pałacu w Wilanowie. Studium historyczno-ikonograficzne (razem z Janem Pluisem), Warszawa 2013.
- Miotła i krzyż. Kultura sprzątania w dawnej Holandii, albo historia pewnej obsesji, Kraków 2013.
- Homoseksualność staropolska (razem z Tomaszem Nastulczykiem), Kraków 2012.
- Życie i śmierć doktora Fausta, złego czarnoksiężnika, w literaturze angielskiej od wieku XVI po romantyzm, Kraków 2010.
- W najdroższej Holandyjej… Szkice o siedemnastowiecznym dramacie i kulturze niderlandzkiej, Kraków 2009.
- Mit Lucyfera. Literackie dzieje Upadłego Anioła od starożytności po wiek XVII, Kraków 2005.

### Redakcja i współautorstwo
Oczko jest również redaktorem i współautorem książek:
- Widzę rzeki szerokie… Z dziejów dawnej literatury niderlandzkiej (razem z Jerzym Kochem), Poznań 2018.
- Widzę rzeki szerokie… Z dziejów literatury niderlandzkiej XIX i XX wieku (razem z Jerzym Kochem), Poznań 2018.
- August Antoni Jakubowski, Wspomnienia polskiego wygnańca/The Remembrances of a Polish Exile – przekład,  wstęp i opracowanie (razem z Jarosławem Ławskim)[9], Białystok 2013.
- CAMPania – zjawisko campu we współczesnej kulturze, Warszawa 2008.
- Słownik Sarmatyzmu. Idee, pojęcia, symbole, red. Andrzej Borowski, Kraków 2001.

### Przekłady literatury obcej
Tłumaczy literaturę niderlandzkią i angielską, m. in:
- Cudowna historia Maryjki z Nijmegen, która przez siedem lat miała do czynienia z diabłem. Anonimowy mirakl niderlandzki z XV wieku (adaptacja literacka Włodzimierz Szturc), Kraków, 1998.
- Joost van den Vondel, Lucyfer, Kraków 2002 (II wyd. Kraków 2007).
- Božidar Jezernik, Dzika Europa. Bałkany w oczach zachodnich podróżników, Kraków 2007.
- Johan Huizinga, Kultura XVII-wiecznej Holandii, Warszawa 2008.
- Frank Westerman, Ararat (razem ze Sławomirem Paszkietem), Warszawa 2009.
- Notes amsterdamski, Kraków-Budapest 2016.

## Nagrody i nominacje
- Nagrodę translatorska Ministerstwa Kultury Flamandzkiej w Brukseli (1997)
- Stypendium Sasakawa Young Leaders Fellowship Fund[10] (2000)
- Stypendium Funduszu im. Adama Krzyżanowskiego (2006)
- Nagroda rektora UJ (2010, 2014, 2019)
- Nagroda Krakowska Książka Miesiąca Listopada 2021 za książkę Pozdrowienia z Mokum. 21 opowieści o Holandii[11]
- nominacja do Nagrody Literackiej m.st. Warszawy 2022 w kategorii proza za Pocztówka z Mokum. 21 opowieści o Holandii[12]
- nominacja od Literackiej Nagrody Europy Środkowej „Angelus” za Pocztówka z Mokum. 21 opowieści o Holandii[13]
- Nagroda Krakowska Książka Miesiąca Grudnia 2024 za książkę Suknia i sztalugi. Historie dawnych malarek[14]